# Поезія Америки
«Пое́зія Аме́рики», або «Космі́чні атле́ти» — картина іспанського художника Сальвадора Далі, написана у 1943 році. Зберігається у Театрі-музеї Сальвадора Далі у Фігерасі.

## Опис
Сальвадор Далі написав це полотно у 1943 році в США, в Монтеррей, Каліфорнія. В пейзажі поєднані краєвиди долини Ампурдану, мису Креус та гігантських пустель Америки. На задньому плані ми бачимо вежу часу з годинником та шматком шкіри у формі африканського континенту, а також атлетів — американських регбістів, котрих розділяє вертикальний символ пляшки «Кока-коли» з чорним телефоном, що витікає з неї. З телефону, своєю чергою, на білу тканину, прикріплену до атлетів, витікає велетенська чорна пляма. Ця пляма інтерпретувалася по-різному, за однією з версій, вона символізує проблему расизму в Америці. Цю роботу, яка належить до американського періоду, можна вважати провістю такого нового віяння в культурі XX століття, як попарт.